# Immer Ärger mit Newton
Immer Ärger mit Newton ist eine deutsch-kanadische Zeichentrickserie über das Leben von Ned, einem neunjährigen
Schüler und dessen Haustier, einem Molch, der mit Hilfe von Spezialfutter zeitweise zwei Meter groß werden und sprechen kann.

## Inhalt
Der Junge Ned will sich endlich ein Haustier beschaffen. Da er nur einen Dollar ausgeben kann, bleibt ihm nichts Anderes übrig, als einen Molch zu kaufen. Nachdem Ned festgestellt hat, dass sein Molch Newton nur faul auf seinem Stein herumliegt, geht er zurück zu dem Tierhändler, um sich zu beschweren. Dieser empfiehlt ihm „Zippo“, ein Zauber-Tierfutter. Nach der Fütterung verwandelt sich Newton plötzlich in einen zwei Meter großen Molch, der zu ihm spricht und sich beliebig verwandeln kann. Mit ihm durchlebt Ned seinen Schulalltag und erlebt kuriose Abenteuer. So reisen beispielsweise beide mit einer selbstgebauten Zeitmaschine in die Steinzeit.

## Produktion und Ausstrahlung
Die Serie wurde 1997 von Nelvana in Co-produktion mit TV-Loonland produziert, Regie führte Rick Marshall. Ausführende Produzenten waren Michael Hirsh und Peter Voelkle. Die Drehbücher schrieben Andrew Nicholls und Darrell Vickers. Die Serie wurde ab dem 18. Oktober 1997 von TeleToon in Kanada ausgestrahlt, ab dem 18. September 1999 folgte die Ausstrahlung in Deutschland durch Super RTL.
Des Weiteren wurde die Serie in den USA, Frankreich und Polen im Fernsehen gezeigt.
Die letzte TV-Ausstrahlung erfolgte 2013/2014 auf ProSieben MAXX.

## Synchronisation
Die deutsche Synchronfassung entstand bei der Synchron 80 GmbH unter der Regie von Reinhard Brock und Ivar Combrinck, die auch für das Dialogbuch verantwortlich waren zusammen mit Waltraud Müller und Hans-Rainer Müller, der den titelgebenden Charakter spricht.
| Rolle                  | Englischer Sprecher                                                 | Deutscher Sprecher                                                 |
| ---------------------- | ------------------------------------------------------------------- | ------------------------------------------------------------------ |
| Ned Flemkin            | Tracey Moore                                                        | Anke Korte                                                         |
| Newton                 | Harland Williams (Episoden 1 bis 35) Ron Pardo (Episoden 36 bis 39) | Hans-Rainer Müller                                                 |
| Sharon Flemkin         | Carolyn Scott                                                       | Marion Sawatzki                                                    |
| Miss Bunn              | Carolyn Scott                                                       | Inge Solbrig                                                       |
| Eric Flemkin           | Peter Keleghan                                                      | Peter Musäus                                                       |
| Linda Bliss            | Tracy Ryan                                                          | Caroline Combrinck (Staffel 1) Stephanie Kellner (Staffel 2 bis 3) |
| Doogle Pluck           | Colin O'Meara                                                       | Shandra Schadt                                                     |
| Renfrew                | Colin O'Meara                                                       | Michèle Tichawsky (Staffel 1) Kathrin Gaube (Staffel 2 bis 3)      |
| Rusty McCabe           | Jonathan Wilson                                                     | Butz Combrinck                                                     |
| Tierhändler            | James Millington                                                    | Horst Sachtleben (Staffel 1)                                       |
| Bürgermeister Breadcup | Tony Daniels                                                        | Ulrich Bernsdorff                                                  |

## Auszeichnungen
Die Serie wurde 1999 mit dem WGC Award ausgezeichnet. Außerdem war Immer Ärger mit Newton zweimal für den Gemini Award nominiert.

## VHS/DVD-Veröffentlichungen
Zunächst erschienen neun VHS-Kassetten mit je einer Episode.
Am 18. September 2000 erschienen drei DVDs mit je drei Folgen durch Kiddinx.
2004 wurde durch Flex Media Entertainment eine DVD-Box mit drei Disks, die insgesamt 26 Geschichten (13 Episoden) beinhalten, herausgebracht. Als Extra gibt es drei Bildergalerien mit einer Länge von etwa vier Minuten. Enthalten ist nur die deutsche Synchronfassung.
Die zweite Staffel mit insgesamt 13 Episoden (26 Geschichten) erschien am 6. März 2007 auf einer DVD.